# سپیددندان (فیلم ۱۹۹۱)
سپیددندان (انگلیسی: White Fang) فیلمی به کارگردانی راندال کلیسر است که در سال ۱۹۹۱ منتشر شد.
این فیلم بر اساس رمان سپیددندان نوشته جک لندن ساخته شده‌است و فیلم سپیددندان ۲ دنباله آن است.

## بازیگران
- کلاوس ماریا برانداور
- سیمور کاسل
- ایتن هاک
- سوزان هوگان
- جیمز رمار
- بیل مسلی
- جورج راجرز